# مرگنتن (کارولینای شمالی)
مرگنتن (به انگلیسی: Morganton) شهری در ایالت کارولینای شمالی کشور ایالات متحده آمریکا است که جمعیت آن در سرشماری سال ۲۰۱۰ میلادی، ۱۶٬۹۱۸ نفر بوده‌است.